# Robert Black
Robert Black (21. dubna 1947 Grangemouth – 12. ledna 2016) byl skotský sériový vrah, který byl v letech 1981 a 1986 ve Spojeném království odsouzen za únos a vraždu čtyř dívek ve věku mezi 5 a 11 lety. Byl usvědčen ze sexuálního napadení jedné z dívek a znásilnění dalších tří. Byl také usvědčen z únosu páté dívky a pokusu o únos šesté dívky.
Narodil se v Grangemouthu ve Stirlingshire. Zadržen byl dne 14. července 1990, v blízkosti města Stow ve Skotsku. Měsíc na to byl usvědčen z únosu a odsouzen k doživotnímu vězení. V červenci roku 1995 byl napaden dvěma vězni ve své vězeňské cele. Zemřel 12. ledna roku 2016 z přirozených příčin ve Maghaberryeském vězení ve věku 68 let.